# Gérard Vanderpotte
Gérard Vanderpotte est un haut fonctionnaire français, né le 27 septembre 1944 et mort le 21 décembre 1994,. Ayant intégré le Ministère du Travail en 1972 après des études de sciences économiques, il rejoint l'ANPE en 1974. Il y occupe différents postes, notamment directeur des études et statistiques, avant d'en devenir le directeur général de 1983 à 1990. Il est ensuite délégué à la formation professionnelle avant d'être élu en 1992 Président de l'AFPA. Il est nommé Inspecteur général des affaires sociales cette même année.